# Chronique de Croyland
La Chronique de Croyland (ou de Crowland) constitue une source primaire importante quant à l'histoire médiévale anglaise, en particulier celle de la fin du XVe siècle. Elle tire son nom de son lieu d'origine, l'abbaye bénédictine de Croyland (ou Crowland), située dans le Lincolnshire, en Angleterre. La chronique était autrefois connue sous le nom de Chronique d'Ingulphe, d'après son supposé compilateur original, l'abbé Ingulphe, qui a vécu au XIe siècle. Comme cette partie du texte est maintenant connue pour avoir été une falsification ultérieure, son auteur est désormais connu sous le nom de « Pseudo-Ingulphe ». La validité de la source elle-même a été mise en doute, en partie à cause de l'identité inconnue de l'auteur original et des lacunes dans toutes les suites du texte. En outre, peu d'efforts ont été déployés pour trouver et traduire le manuscrit original.

## Contenu

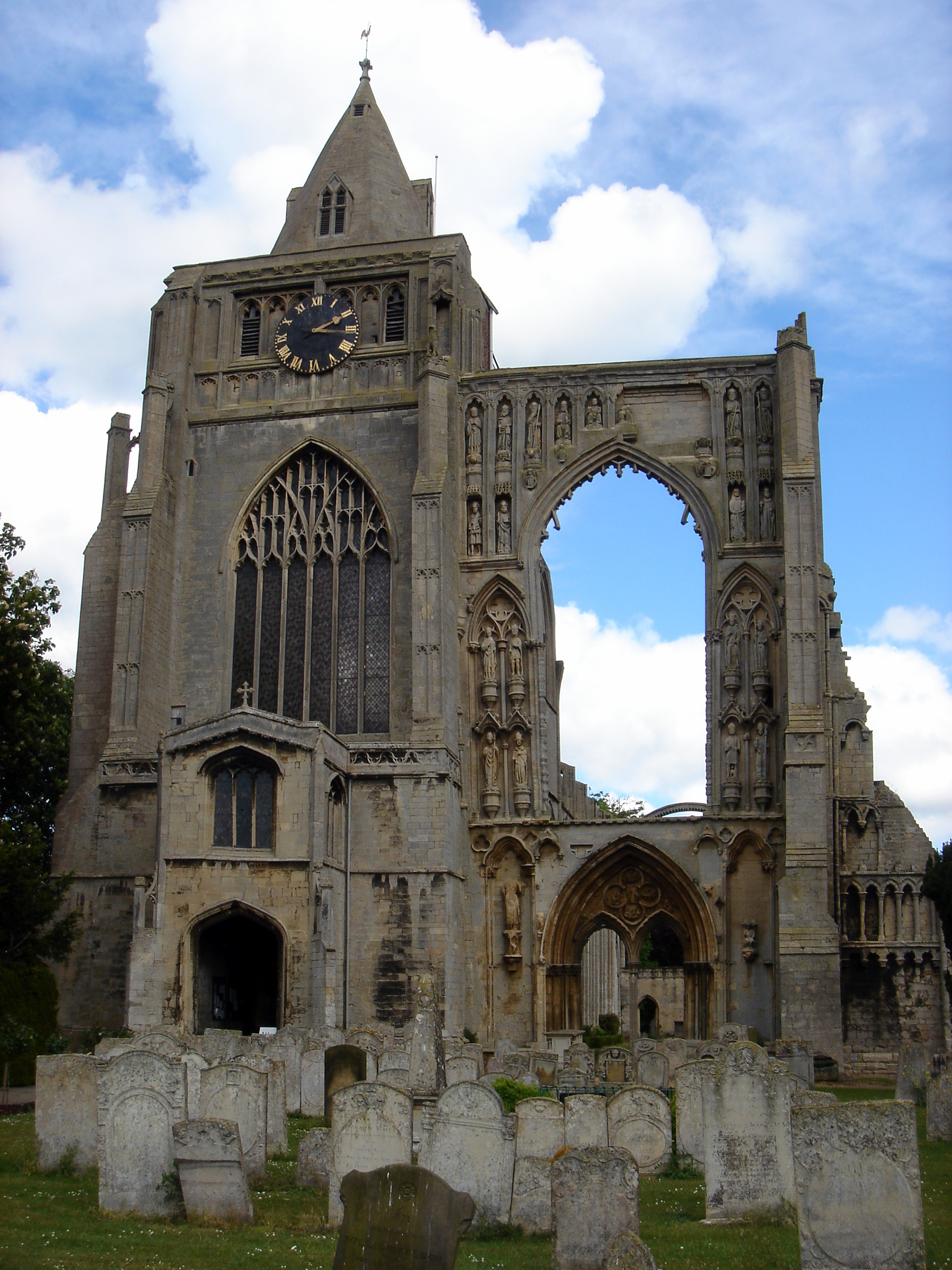
L'abbaye de Croyland, où plusieurs chroniques ont été rédigées.

Plusieurs chroniques historiques ont été écrites à l'abbaye bénédictine de Croyland, qui était la fondation religieuse la plus riche de l'Est de l'Angleterre pendant le Moyen Âge. L'historienne Alison Weir précise toutefois que les chroniques antérieures à 1117 sont « fallacieuses », tandis que les trois « continuations » écrites de manière anonyme qui couvrent les périodes de 1144 à 1469, de 1459 à 1468 et de 1485 à 1486 sont elles véritablement authentiques. La Chronique de Croyland contient également des lettres de base censées prouver les droits fondamentaux du monastère et qui, combinées au travail de falsification entrepris avant 1117, ont permis de remporter un procès en 1413 relatifs à des droits de propriété foncière. Malgré cela, la Chronique de Croyland a longtemps été considérée comme une source fiable de la société médiévale en Angleterre et ce jusqu'au XIXe siècle.
La première entrée de la chronique concerne l'année 655. Le texte crédité à l'abbé Ingulphe de Croyland suit la fondation initiale de l'abbaye de Croyland, dédiée à saint Guthlac par le roi de Mercie Æthelbald, ainsi que sa destruction par les Danois à la fin du IXe siècle et la reconstruction du monastère. Une partie falsifiée du texte a été autrefois utilisée pour soutenir l'existence d'une forme de congé d'élire, c'est-à-dire une prérogative royale relative à l'investiture des évêques, sous l'Angleterre anglo-saxonne et avant la conquête normande entreprise au XIe siècle. Mais les historiens du XIXe siècle estiment de nombreuses informations comme contrefaites : plusieurs moines de Croyland auraient supposément atteint l'âge hautement canonique de 140 ans d'après la Chronique, tandis que d'autres auraient étudié à l'Université d'Oxford, pourtant inexistante pendant le haut Moyen Âge et dont les premières traces datent de la fin du XIe siècle. 
La partie qui couvre les années 1459 à 1486, appelée la Deuxième Continuation, a été écrite en avril 1486, après qu'Henri VII soit monté sur le trône d'Angleterre le 22 août 1485 à l'issue de la bataille de Bosworth. Le texte porte principalement sur le prélude de la Guerre des Deux-Roses et sur un récit succinct des batailles menées par Richard III, puis Henri VII. Il a été écrit par quelqu'un qui avait accès aux informations de la cour de Richard III, qui est décrit comme étant un docteur en droit canon et un membre du conseil du roi Édouard IV. Certains historiens pensent que cet auteur était John Russell, évêque de Lincoln et chancelier de Richard pendant la plus grande partie de son règne jusqu'à sa destitution en juillet 1485, mais qui recherche et obtient avec succès les faveurs du nouveau roi Henri VII quelques mois plus tard. D'autres pensent que l'œuvre a été écrite par un moine de Croyland qui a édité une source laïque.
Au fil des ans, une confusion est née entre les deuxième et troisième continuateurs des chroniques, et le quatrième continuateur prétend même ne pas connaître l'identité du troisième. C'est en fait le deuxième continuateur, qui couvre les événements de la période s'étendant de 1459 à 1486, qui prétend écrire en avril 1486 : cette section s'achève par la description du mariage d'Henri VII d'Angleterre et Élisabeth d'York, fille du roi Édouard IV, célébré le 18 janvier 1486, puis d'une mention de la brève et infructueuse rébellion conduite par Francis Lovell et les frères Stafford, quelques ardents nobles restés farouchement loyaux à la cause du défunt Richard III, que le roi Henri parvient à supprimer sans coup férir au mois de mai de la même année. Cette date est liée à la survie d'une copie du Titulus Regius, un document tiré du seul Parlement tenu par Richard III pendant son règne, dans le texte et au fait que Russell aurait été à Croyland en avril 1486.

## Éditions
- Rerum Anglicarum scriptores post Bedam praecipui, Londres, Henry Savile, 1596, « Descriptio compilata per dominum Ingulphum Abbatem Monasterii Croyland », p. 484–520.
- Ingulph's Chronicle of the Abbey of Croyland : with the continuations by Peter of Blois and anonymous writers  (trad. Henry T. Riley), Londres, Henry G. Bohn, coll. « Bohn's Antiquarian Library », 1854 (lire en ligne).
- The Crowland Chronicle Continuations : 1459–1486  (trad. Nicholas Pronay et John Cox), Londres, Alan Sutton, 1986, 207 p. (ISBN 978-0-948993-00-8).
- David Roffe, « The Historia Croylandensis: A Plea for Reassessment », The English Historical Review, 435e série, vol. 110,‎ février 1995, p. 93–108 (JSTOR 573377).